# Старое здание факультета физиологии Хельсинкского университета
Старое здание факультета физиологии Хельсинкского университета находится на набережной Силтавуори в конце улицы Снельманинкату. Оно является частью Учебного центра Минерва со зданием, построенным в 2004 году, и промежуточным зданием, построенным в 1960-х годах.
Первоначально здание проектировалось как кафедра физиологии и теперь используется педагогическим факультетом как часть кампуса в центре города.

## История
Строительство началось в сентябре 1901 года с письма Роберта Тигерстедта, профессора физиологии, на медицинский факультет, в котором он вспоминал, как он согласился стать профессором Хельсинкского университета при условии, что кафедре физиологии будет передана новая лаборатория. Консистория учредила комитет для строительства лабораторного здания в ноябре 1901 года, а план Карла Густава Нюстрёма здания был утвержден в 1902 году.
Строительные работы начались в декабре 1903 года и были завершены в июне 1905 года.
Официальное открытие здания состоялось 1 февраля 1906 года.

## Архитектура
Интерьер здания был спроектирован во многом с учетом пожеланий Роберта Тигерстедта. Роберт Тигерстедт принимал участие в сдаче в эксплуатацию здания Физиологического института Шведского Каролинского института в конце 1880-х годов и, таким образом, смог выразить точные пожелания относительно площади помещений и планировки комнат. Здание было построено прямо на скале, что очень помогло в проведении физиологических лабораторных экспериментов. Однако большие залы учебных лабораторий необязательно должны были находиться в здании, поскольку Императорский Александровский университет уже имел лаборатории на факультете физиологической химии в другом месте.
Густав Нюстрём уделил особое внимание главному фасаду здания и его красному ризалиту, отметив его доминирующее расположение в конце Снельманинкату. После завершения фасад здания выглядел даже более доминирующим, чем сегодня, так ка тогда никаких других зданий в конце улицы не было еще построено.
Здание с фасадом из не оштукатуренного кирпича составляет единое целое со своим соседом Психологикумом, построенным в 1910 году.
В 1914 году Густав Нюстрём также спроектировал единое анатомическое отделение для Сильтавуори, но это так и не было реализовано. Окончательно здание кафедры анатомии на месте построили только в 1928 году в совершенно ином стиле.